# Pedagogia della musica
La Pedagogia della Musica è un campo trans-disciplinare in cui convergono gli studi e le ricerche attinenti ai processi di condivisione e d'insegnamento-apprendimento dei saperi e delle pratiche relative all'educazione, alla formazione e all'istruzione musicale nei diversi contesti relazionali, formali e non. In connessione con altri ambiti disciplinari la Pedagogia della Musica elabora modelli teorici e operativi utili, da un lato, alla comprensione dei fenomeni sonoro-musicali nei loro vari aspetti espressivi e comunicativi; dall'altro, alla progettazione di attività educative e formative nella molteplicità dei contesti culturali e sociali.

## Premesse terminologiche
Pedagogia della musica e Pedagogia musicale sono considerate in Italia, a seconda del contesto d'uso, locuzioni in parte intercambiabili. In ambito accademico è così indicato un campo disciplinare e d'indagine in cui convergono studi propri delle scienze dell'educazione (psicologia, pedagogia, metodologia, didattica ecc.) e altri peculiari invece della musicologia sistematica (estetica, filosofia, sociologia, antropologia, semiologia, teoria della musica ecc.).
In altra accezione la locuzione pedagogia musicale è talvolta utilizzata come sinonimo di educazione musicale, ereditando il legame già attribuito in origine al termine pedagogia, correlato per Bertolini: «alle successive diverse accezioni teoriche e pratiche del termine educazione […]», sino a configurarsi, quale «sorta di coscienza critica sull’esperienza educativa […] nella direzione della costruzione di una vera e propria scienza dell’educazione», che dovrebbe sempre costituirsi secondo le tre dimensioni fondamentali teoretica , scientifica e tecnica «in stretta e inscindibile relazione dinamica.
Una distinzione pare tuttavia opportuna al fine di meglio chiarire, a seconda dei contesti d'uso, specifiche sfere d'indagine e di azione della Pedagogia musicale. 

Nei Paesi di lingua germanica - per esempio - il termine più attinente è Musikpädagogik, (Educazione musicale) ambito disciplinare che:
«si occupa dell'interdipendenza tra musica e persona nei processi di acquisizione e mediazione [Ndr. del sapere]. [...] La Pedagogia musicale come sapere scientifico va distinta dalla pratica educativo-musicale. [nell'originale: "Die Musikpädagogik befasst sich mit dem Zusammenhang von Musik und Mensch in Aneignungs- und Vermittlungsprozessen. [...] Die Musikpädagogik ist als Wissenschaft von der musikpädagogischen Praxis zu unterscheiden"]».
La commistione tra finalità e sfere d'azione della pedagogia e dell'educazione è peraltro presente anche in Adorno, in Dissonanze, nel saggio Zur Musikpädagogik che, tradotto in "A proposito di pedagogia musicale", si apre con l'affermazione:  
«Lo scopo della pedagogia musicale è di sviluppare le capacità degli scolari in modo che essi arrivino a comprendere il linguaggio della musica e le più importanti opere musicali [...]» 
Nel confronto con altre lingue, quindi, attenzione va posta a livello terminologico già a partire dai concetti basilari richiamati da educazione, istruzione, formazione: tanto nelle loro diverse accezioni d’uso, quanto nella loro traducibilità. Non da ultimo attenzione merita anche l’interpretazione data talvolta al termine pedagogia musicale quale sinonimo di un'educazione musicale espressamente rivolta all’infanzia o a principianti. Si tratta in tal caso di una accezione d’uso riduttiva rispetto alle premesse epistemiche su cui si basa la Pedagogia della musica in quanto corpus disciplinare complesso. In Italia, questo ordine di problemi ha visto un primo tentativo di sistematizzazione nel testo Pedagogia della musica: un panorama, curato da Mario Piatti nel 1994. Il volume, che ha offerto una vasta panoramica del tema (ospitando più punti di vista), ha gettato concrete basi per individuare i fondamenti epistemologici della Pedagogia della musica. Nel suo saggio introduttivo, Piatti ricorda che «Da diverso tempo, anche in Italia, si parla di "Pedagogia della musica", o anche di "Pedagogia musicale"» e che «il termine si diffonde maggiormente nel momento in cui si cerca di individuare gli elementi portanti e di dare maggiore organicità a una teoria dell’educazione musicale». Piatti propone quindi di utilizzare il termine Pedagogia della musica per indicare la:
[...] «disciplina che studia i molteplici problemi attinenti all’educazione musicale in senso lato (comprendendo quindi anche i problemi della formazione e dell’istruzione), elaborando modelli teorici e operativi utili alla progettazione delle attività educative.»  

## Premesse epistemiche
La Pedagogia della musica pone in evidenza anzitutto la necessità di considerare un doppio paradigma epistemologico a cui affidare il compito di chiarire - nella loro interazione e integrazione - tanto il concetto di "pedagogia", quanto quello di "musica". Per Albarea:      
«La dizione "Pedagogia della musica" indica un settore di studio e di indagine […] in cui entrano in gioco, integrandosi dinamicamente e modificandosi reciprocamente, due competenze: la competenza intorno al discorso e al dominio del "pedagogico" e la competenza intorno al discorso e al dominio del "musicale", le quali si riferiscono a saperi ed esperienze a loro volta caratterizzati da una notevole articolazione e differenziazione al loro interno.; il che non facilita la chiarificazione dei rapporti tra pedagogia e musica e l’analisi, in senso fondativo, di questo rapporto, che si pone come campo di ricerca.» 
Nell'edizione originale di Atlas zur Musik, a livello musicologico e in ottica sistematica Michels prende in considerazione la Musik-pädagogik (tradotta però nell'edizione italiana in Didattica musicale ), che è collocata - in una rappresentazione grafica schematica  - nell'area della "musicologia sistematica", in zona tuttavia liminare rispetto alla sfera d'azione della "musicologia applicata" (dove invece troverebbe effettivamente più giusta collocazione la "didattica musicale").
Analoga collocazione è suggerita da Alberto Basso nella voce "Musicologia" nel Dizionario Enciclopedico Universale della Musica e dei Musicisti (DEUMM), annoverando la "Pedagogia musicale" nell'ambito della "Musicologia applicata" .
Ne La nuova Enciclopedia della musica Garzanti  (conosciuta anche come "garzantina") vi è una voce specificatamente dedicata alla pedagogia musicale estesa più in generale a ciò che (sin dalla Grecia antica) attiene l'insegnamento della musica, per riservare solo a tempi più recenti maggior spazio alla dimensione teoretica e in parte metodologica (pp. 543-544);  mentre in appendice è collocata un'apposita sezione dedicata a L'educazione musicale (pp. 915-919). Se ne ricava che la maggiore autonomia assunta della Pedagogia della musica quale specifico ambito di studi e ricerca si deve anzitutto allo sviluppo del pensiero pedagogico a partire dal XIX secolo e, ancor più in particolare, all'affermarsi di una nuova visione educativa basata sull'attivismo pedagogico, da cui fioriranno anche le prospettive metodologiche specifiche (oggi definite anche "metodi storici") per l'educazione e la formazione musicale che fanno capo ad autori quali Émile Jaques-Dalcroze (1865-1950), Justine Ward (1879-1975), Edgar Willems (1890-1978), Zoltán Kodály (1882-1967), Carl Orff (1895-1982), Maurice Martenot (1898-1980). Ricerca poi proseguita con declinazioni via via sempre più tematicamente mirate (cfr. § Pedagogia musicale#I temi della pedagogia musicale).

Anche l'Enciclopedia della musica Einaudi dedica l'intera parte quinta del II volume alla Pedagogia della musica senza tuttavia porre in premessa (ai capitoli di cui si compone) coordinate teorico-terminologiche utili a meglio definire la voce in questione. Scorrendo i contenuti dei capitoli di cui si compone questa “voce”,  si possono tuttavia rintracciare quelle che per Deriu sono le Tendenze recenti della didattica dell’educazione musicale, le quali, nell’assumere anche in campo musicale un’idea costruttivista del sapere rintracciata prima in Dewey e poi in Bruner, portano alla considerazione che:
«Di fatto pedagogisti e didatti condividono una concezione dell’insegnamento orientato non tanto alla trasmissione del sapere (contenuti, nozioni, informazioni) quanto alla costruzione di consapevoli abilità, ovvero di comportamenti attraverso i cui l’alunno mostra di saper utilizzare le acquisizioni. Al tradizionale concetto di “sapere” si è sostituito quello di competenza, che collega saldamente sapere teorico e capacità operative.»
In tutti i casi, sia a livello teorico-speculativo, sia pratico-applicativo, il compito della Pedagogia musicale è d'indagare e di orientare i processi che si sviluppano nel rapporto tra l'umano, i fenomeni sonoro-musicali e il loro costituirsi in sistemi simbolici che caratterizzano le diverse culture. Se il musicale può essere dunque assunto quale aggettivazione sostantivata che interessa ogni tipo d'incontro col sonoro, la sua declinazione pedagogica pone in causa l'insieme di discipline che, a vario titolo, si occupano dei processi di trasmissione e condivisione di ogni sapere musicale e delle sue pratiche. In tal senso la Pedagogia della musica accoglie anche l'influsso della pedagogia fenomenologica configurandosi oggi quale "regione ontologica" dell'esperienza umana nella quale interloquiscono e confluiscono, in una sorta di «unità di senso», diversi campi dei saperi musicologici e delle scienze dell'educazione.

## Pedagogia della musica come transdisciplina
La Pedagogia della musica si è configurata nel tempo quale settore accademico transdisciplinare, la cui sfera d'indagine ha considerato studi derivati da discipline attigue fortemente implicate nei processi di trasmissione/condivisione del sapere musicale: teorico e pratico. Principale corpus disciplinare "parente" è costituito dalla psicologia della musica, che ha visto un importante sviluppo in Italia a partire solo dagli '80 e che pure va considerata in sé una transdisciplina, dato che «La psicologia dei suoni e della musica collega la musicologia da un lato con la fisica e la fisiologia, e dall'altro con la psicologia e l'estetica». Altro settore fondamentale di studi è quello dell’etnomusicologia, dal quale sono stati mutuati concetti utili a un’analisi della musica quale fenomeno umano rapportato ai contesti socio-culturali e quale base per il confronto tra culture e relativi sistemi simbolici di appartenenza. 
Più recentemente, la Pedagogia della musica (in quanto vasto campo interdisciplinare dinamico e aperto) ha assunto più prospettive considerate oggi fondamentali: in generale derivate da paradigmi basati sulla visione sistemica che fanno capo all'ecologica in campo educativo, alla teoria della complessità (in particolare applicata ai sistemi viventi), alle neuroscienze (in particolare relativamente agli studi su neuroni specchio, alla embodied cognition e alle applicazioni nel rapporto tra musica e neuroscienze ), in parte derivate invece dallo sviluppo tecnologico in campo sonoro-musicale nelle sue interazioni con gli ambiti di cui sopra. 
Nel fare propria una prospettiva educativa basata sull'inclusione, la Pedagogia della musica ha guardato a lungo e con attenzione a temi considerati ormai di pertinenza della musicoterapia, declinandoli nella più recente disciplina che nei corsi AFAM ha assunto la denominazione di Pedagogia musicale speciale e didattica dell'inclusione.
Oltre alle diverse declinazioni pedagogiche sopra richiamate, va considerata l'attenzione posta allo sviluppo di specifiche tematiche, dalle quali sono derivate altrettante “didattiche musicali" [cfr. paragrafo].

## Pedagogia della musica e curricolo
Nel corso del '900, lo sviluppo e il consolidamento in Europa di metodi attivi nel campo dell'educazione musicale, e gli studi nel campo della psicologia evolutiva (oltre che cognitiva), hanno consentito di focalizzare alcune specifiche tematiche verso le quali la Pedagogia della musica ha mostrato interesse di studio e di approfondimento. Grazie ad autori che maggiormente se ne sono occupati, tali studi hanno dato luogo a rilevanti apporti teorici: in Italia e all’estero. Ne sono esempio, tra gli altri: l'approccio alle strutture e alle forme della musica come processi simbolici (de Natale, Imberty); la teoria delle competenza musicale comune (Stefani); la teoria delle condotte musicali (Delalande); il ruolo della ricerca sul campo mutuabile dall’approccio antropologico all’analisi dei fenomeni musicali (Blacking, Small, Disoteo, Facci, Spaccazocchi) e, non da ultimo, il tema dell’identità musicale (Piatti), fortemente connesso a quello dell’autobiografia musicale (Disoteo-Piatti). Infine, in più stretta connessione tra aspetti teorici e pratici, hanno preso corpo e consistenza specifiche "didattiche" particolarmente attente alla formazione musicale di base e ponendo via via al centro aspetti specifici caratterizzanti l'esperienza umana con i suoni: 
- paesaggio sonoro (Murray Schafer[38], Strobino- Vitali[39] )
- produzioni creative: esplorazione sonora, composizione (AA.VV[40]Liberovici[41], John Paynter-Peter Aston[42], Porena[43]) e improvvisazione (Violeta Hemsy de Gainza[44], Vitali[45], Cosottini[46])
- percezione e ascolto (Willems[47], Baroni[48], Stefani[27])
- vocalità (Cappelli-Tosto[49])
- suono/gesto-movimento (Dalcroze-Di Segni[50])
- suono/parola (Orff[51], Bianchi[52]; Della Casa[53]...)
- suono/segno (Ferrari[54], Self[55], ...)
- ritmo (Freschi[56])
- ecc.

Tutti questi temi sono stati oggetto di una sistematizzazione a livello curricolare che, nel tempo, ha interessato i diversi gradi di istruzione, accompagnandone anche l'evoluzione sotto il profilo ordinamentale nel passaggio dai programmi ministeriali alle indicazioni nazionali per il curricolo.

## Le didattiche musicali
La ricerca pratica sui temi della pedagogia musicale, e la riflessione metodologica che storicamente l'ha accompagnata, ha portato allo sviluppo di specifiche didattiche che, a più riprese, sono state codificate all’interno delle discipline impartite nei Conservatori di musica in Italia. Alcune tra tali didattiche fanno capo a un campo disciplinare generale definito Didattica dell’educazione musicale,  afferenti alla materia Pedagogia musicale. Altre afferiscono invece alle materie consorelle della Scuola di Didattica della Musica (poi divenuta Dipartimento). Nel DM del 13 aprile 1992, gli Orientamenti didattici, oltre a una "Didattica generale", annoveravano le seguenti diciture:
- Didattica dello sviluppo uditivo
- Didattica della vocalità
- Didattica dell’ascolto
- Didattica della notazione musicale
- Didattica della creatività
- Didattica della composizione e dell’improvvisazione
- Didattica della pratica musicale
- Didattica della storia della musica
- Didattica della multimedialità.

Alcune delle suddette diciture hanno dato luogo a insegnamenti tuttora presenti nei Conservatori in Italia e declinano operativamente, mediante mirate strategie didattiche, due macro ambiti metodologici: quelli della Metodologia dell'insegnamento musicale e della Metodologia generale dell'insegnamento strumentale.

## LaPedagogia musicalea livello accademico

### Conservatori
Segnata da un vivace dibattito, la storia dell’attenzione riservata alle strategie di trasmissione dei saperi musicali in ambito accademico è documentata da Delfrati , il quale ricorda che nel 1925 è Ermenegildo Paccagnella a creare una rivista trimestrale intitolata Nuova Didattica e Pedagogia Musicale e, nel 1932, ad avanzare l'ipotesi per i Conservatori di Musica italiani di una “Scuola di Metodo, di Didattica e di Pedagogia Musicale”. Si dovrà tuttavia attendere la Circolare Ministeriale del 1969 a che vi sia introdotta in via sperimentale la disciplina Didattica musicale teorica e pratica. Con la Circolare Ministeriale del 1970 tale disciplina è quindi rinominata Pedagogia musicale, divenendo in seguito una delle cinque cattedre afferenti alla Scuola di Didattica della Musica, che il Decreto Ministeriale del 13 aprile 1992 riconduce a ordinamento articolandone la struttura in cinque insegnamenti: Pedagogia musicale, Elementi di composizione per la didattica, Direzione di coro e repertorio corale, Storia della musica per la didattica, Pratica della lettura vocale e pianistica.

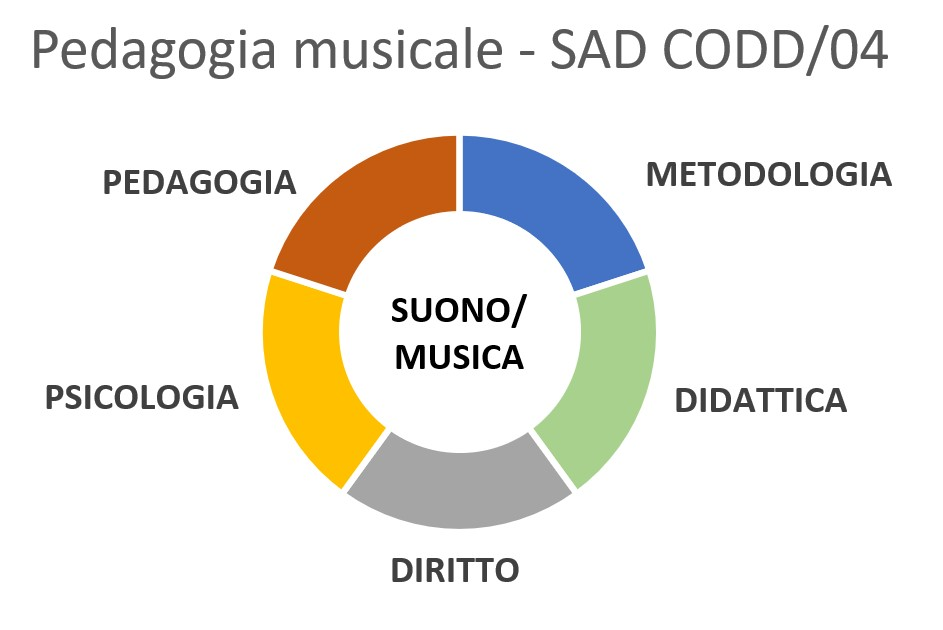
Correlazioni interdisciplinari del SAD CODD/04: Pedagogia musicale

In seguito alla legge di riforma L. 508/1999 del sistema dell'AFAM, la Pedagogia musicale è stata assunta come denominazione per il Settore Artistico Disciplinare (SAD) CODD/04, cui afferiscono un insieme di campi disciplinari che, a vario titolo, si occupano dello studio di fenomeni musicali e delle loro potenziali valenze educative. A lato è riportato l'estratto dal Decreto con cui sono state definite le aree e le discipline didattiche per i Conservatori per il CODD/04, unitamente a una rappresentazione grafica delle correlazioni tra le discipline ad esso afferenti..

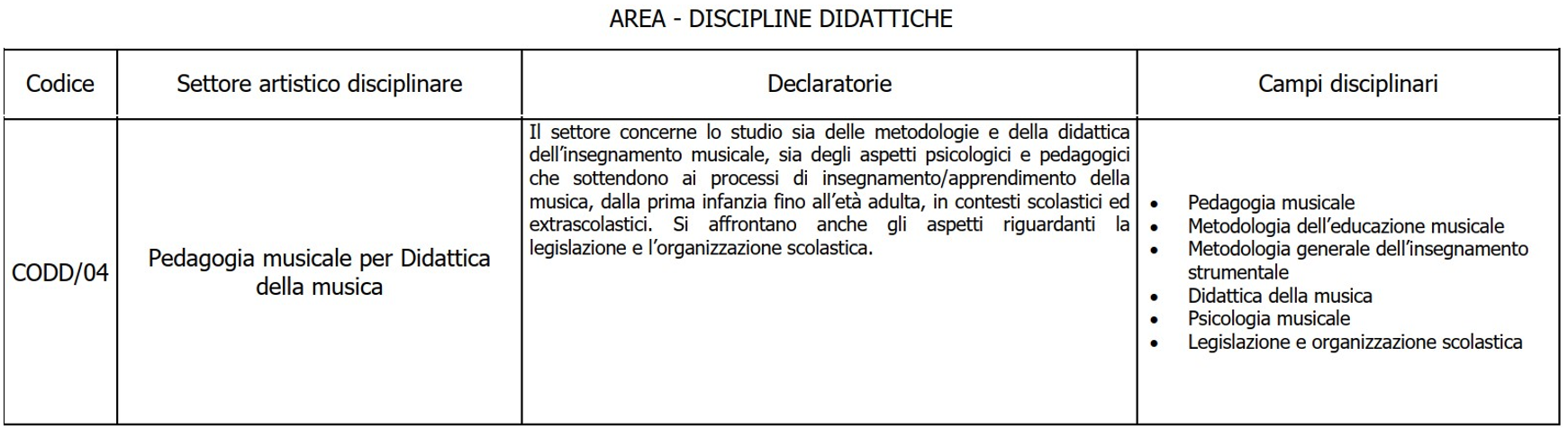
Estratto dall'allegato A al DM 3.07.2009

Al quadro delle discipline sopra elencate si è più recentemente aggiunta l'attribuzione della Pedagogia musicale speciale e didattica dell'inclusione quale ambito delle competenze da acquisire nei percorsi di formazione iniziale dei docenti di scuola secondaria per una scuola basata sull'inclusione.

Con il Decreto Ministeriale n. 128 del 12-02-2025 i suddetti Settori Artistico Disciplinari sono stati ridefiniti secondo nuovi criteri di accorpamento che vede la Pedagogia musicale inquadrata assieme alla Psicologia della musica con codice AFAM-053, così descritta:
Il settore concerne lo studio e la ricerca sia delle metodologie e della didattica dell’insegnamento musicale, sia degli aspetti psicologici e pedagogici che sottendono ai processi di insegnamento/apprendimento della musica e dello strumento, dalla prima infanzia fino all’età adulta, in contesti scolastici ed extrascolastici. È previsto l’approfondimento delle tematiche relative alle disabilità e ai bisogni educativi speciali.

### Università
L'attenzione alle tematiche dell'educazione musicale in ambito universitario, in Italia, avviene a partire dagli anni settanta con l'istituzione del corso in Discipline della Arti, della Musica e dello Spettacolo (DAMS), presso l'Università di Bologna; in particolare con gli insegnamenti nei corsi di Semiologia della musica e di Metodologia dell'educazione musicale tenuti da Gino Stefani. Un primo corso di Pedagogia musicale (presso la stessa sede) sarà invece attivato a partire dal 2003, seguito da alcuni altri corsi presso altre sedi universitarie. Tale insegnamento nel sistema di classificazione disciplinare delle università è ricompreso nel Settore Scientifico Disciplinare (SSD) L-ART/07 – Musicologia e storia della musica, che a sua volta è parte del macrosettore AREA 10 – SCIENZE DELL’ANTICHITÀ, FILOLOGICO-LETTERARIE E STORICO-ARTISTICHE (sotto-macrosettore 10/C1: TEATRO, MUSICA, CINEMA, TELEVISIONE E MEDIA AUDIOVISIVI). 

## Pedagogia della musicae associazioni del terzo settore
Lo sviluppo della riflessione sulla Pedagogia della musica, e delle tematiche oggi ritenute ad essa proprie (a livello teorico e di buone pratiche), deve molto alle associazioni che da sempre si sono occupate di educazione musicale in Italia e della connessa formazione, spesso nel confronto con corrispettive realtà internazionali. La prima è stata storicamente la SIEM - Società Italiana per l'Educazione Musicale, fondata nel 1969 da Carlo Delfrati, che vanta numerose collane di pubblicazioni e la rivista periodica Musica Domani (attiva dal 1971), oltre all’organizzazione di seminari e convegni di studio. Tra gli altri enti e associazioni che hanno sviluppato la ricerca e lo studio nel campo della Pedagogia e della Didattica della musica si segnalano il Centro Educazione Permanente - Sezione Musica di Assisi, con i “Colloqui di Pedagogia della musica” (1987-1996) (cfr. gli atti nella collana Quaderni di musica applicata); il Centro di Ricerca e di Sperimentazione per la Didattica Musicale di Fiesole (attivo dal 1980 al 2007) con la rivista beQuadro; il Centro studi musicali e sociali Maurizio Di Benedetto (CSMDB), attivo dal 1994 con pubblicazioni specifiche  e la rivista on-line Musicheria. Numerose altre associazioni hanno inoltre dato vita, dal 2008, al Forum nazionale per l'educazione musicale, raccogliendo e coordinando le principali esperienze e buone pratiche del settore.